# Minière de la région de Differdange - Giele Botter, Tillebierg, Rollesbierg, Ronnebierg, Metzerbierg et Galgebierg
Minière de la région de Differdange - Giele Botter, Tillebierg, Rollesbierg, Ronnebierg, Metzerbierg et Galgebierg este o arie protejată (arie de protecție specială avifaunistică — SPA) din Luxemburg întinsă pe o suprafață de 688,01 ha, integral pe uscat.

## Localizare
Centrul sitului Minière de la région de Differdange - Giele Botter, Tillebierg, Rollesbierg, Ronnebierg, Metzerbierg et Galgebierg este situat la coordonatele 49°31′27″N 5°53′06″E / 49.5242°N 5.885°E.

## Înființare
Situl Minière de la région de Differdange - Giele Botter, Tillebierg, Rollesbierg, Ronnebierg, Metzerbierg et Galgebierg a fost declarat arie de protecție specială avifaunistică în ianuarie 2004 pentru a proteja 29 de specii de animale.

## Biodiversitate
Situată în ecoregiunea continentală, aria protejată conține 7 habitate naturale: Pajiști carstice calcaroase sau bazofile, de Alysso-Sedion albi, Pajiști uscate seminaturale și facies de acoperire cu tufișuri pe substraturi calcaroase (Festuco-Brometalia) (* situri importante pentru orhidee), Fânețe de joasă altitudine (Alopecurus pratensis, Sanguisorba officinalis), Peșteri inaccesibile publicului, Păduri de fag Asperulo-Fagetum, Păduri de fag din Europa Centrală dezvoltate pe sol calcaros cu Cephalanthero-Fagion, Păduri pe pante, grohotișuri și ravene de Tilio-Acerion.
La baza desemnării sitului se află mai multe specii protejate:
- păsări (22): uliu porumbar (Accipiter gentilis), ciocârlie-de-câmp (Alauda arvensis), fâsă-de-câmp (Anthus campestris), fâsă de pădure (Anthus trivialis), cucuvea (Athene noctua), buha (Bubo bubo), caprimulg (Caprimulgus europaeus),  prundaș gulerat mic (Charadrius dubius), ciocănitoarea de stejar (Dendrocopos medius), ciocănitoare neagră (Dryocopus martius), șoim călător (Falco peregrinus), capîntortură (Jynx torquilla), sfrâncioc roșiatic (Lanius collurio), ciocârlie de pădure (Lullula arborea), pietrar sur (Oenanthe oenanthe), potârniche (Perdix perdix), viespar (Pernis apivorus), codroșul de pădure (Phoenicurus phoenicurus), pitulice sfârâitoare (Phylloscopus sibilatrix), pitulice-fluierătoare (Phylloscopus trochilus), ciocănitoarea verde (Picus viridis), sitar de pădure (Scolopax rusticola)
- amfibieni (1): triton cu creastă (Triturus cristatus)
- mamifere (4): liliac cu urechi mari (Myotis bechsteinii), liliac cărămiziu (Myotis emarginatus), liliac comun (Myotis myotis), liliacul mare cu potcoavă (Rhinolophus ferrumequinum)
- nevertebrate (2): fluturele auriu (Euphydryas aurinia), fluturele purpuriu (Lycaena dispar)

Pe lângă speciile protejate, pe teritoriul sitului au mai fost identificate 10 specii de plante, 4 specii de nevertebrate.